# Astrolabium

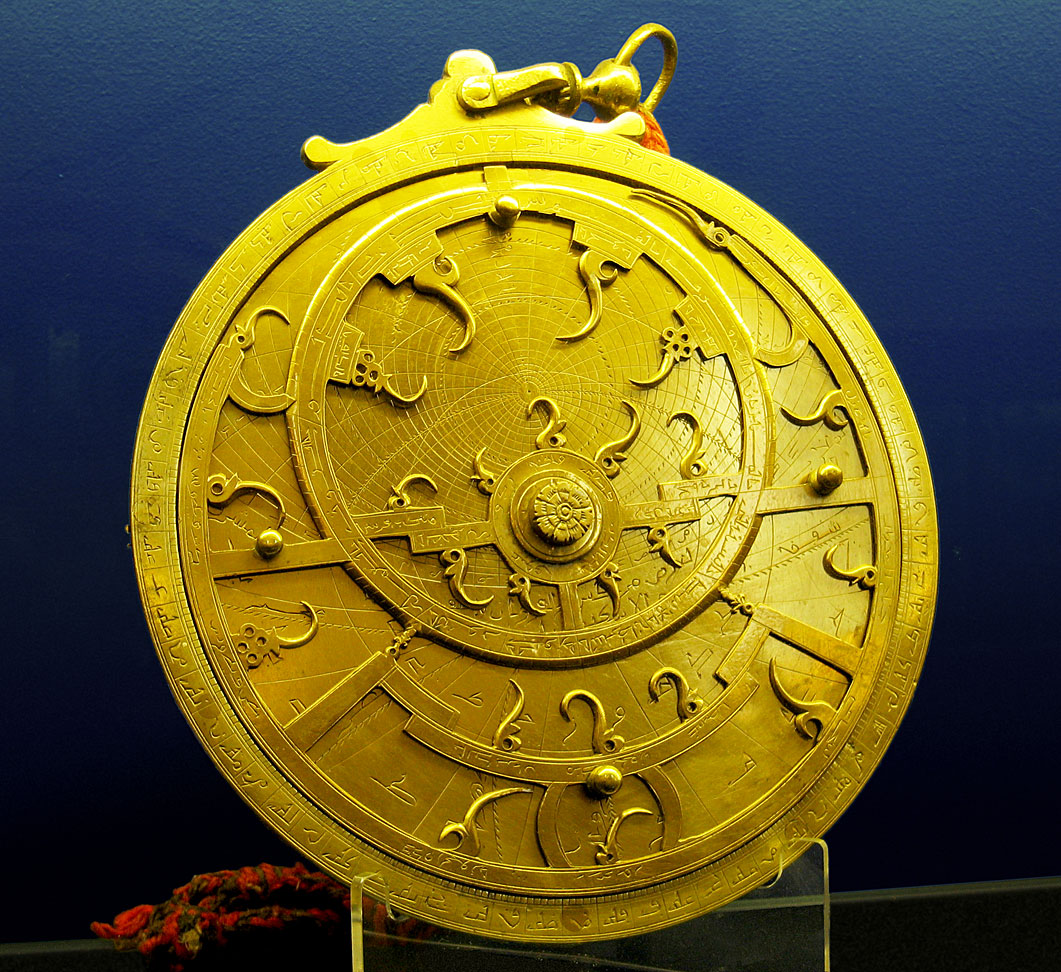
Persiskt astrolabium från 1800-talet (Whipple Museum of the History of Science, Cambridge). De spetsiga krokarna markerar kända stjärnors positioner vilka observatören använder. Baksidan visar (på detta exemplar) projicerade koordinatlinjer.

Förvaringsfodral av ek till astrolabium

Astrolabium (av grekiskans astro-, stjärna, och labe, att ta) är ett astronomiskt instrument som förr användes för att bestämma himlakroppars höjd över horisonten och ur dessa beräkna latituden, dvs läget i nord-sydlig led från ekvatorn till polen. Enklast är att mäta höjden för polstjärnan. Astrolabiet hängs därvid lodrätt i öglan upptill. 

## Historia
De äldsta astrolabierna är från antiken men de har använts nästan ända fram till våra dagar. Astrolabier användes också inom astrologi.

Var och när astrolabiet uppfanns är inte känt; Hipparchos (200-talet f.Kr.) eller Hypatia brukar ibland nämnas som uppfinnare. Efter antiken försvann astrolabiet delvis från Europa, men användes fortfarande i Mellanöstern. Islamiska hantverkare införde också astrolabier tillverkade i mässing - äldre instrument var tillverkade i trä och hade betydligt sämre precision. Med astrolabiets hjälp kunde tid och riktning för bönen mot Mecka bestämmas. Med islams spridning spreds också bruket av astrolabier.
Det finns dock lantmäterinstrument för astronomisk ortsbestämning som betecknas som astrolabier. De har använts fram i modern tid men införandet av GNSS har sannolikt starkt minskat betydelsen av dessa.

## Konstruktion
Astrolabiet konstrueras av en basskiva, mater, i vilken passas in mindre skivor, så kallade tympan eller climates. En schablonliknande ram, rete, placeras sedan ovanpå instrumentets yta. Utformningen av reten pekar sedan ut positioner som observatören använder sig av. Instrumentets baksida och kant visar ofta olika gradskalor, konverteringstabeller eller andra hjälpmedel för observatören. Den grundläggande manövern med instrumentet är att hålla det (med skivan vertikal) och med hjälp av siktlinjer avläsa en himlakropps position.
Ett sjöastrolabium är enklare utfört än ett sedvanligt astrolabium, anpassat efter de förhållanden som råder till sjöss. De saknar de större skivorna som kan utgöra vindfång och de utsmyckningar som inte är till någon nytta i maritima sammanhang. Bruket av astrolabier till sjöss upphörde kring mitten av 1600-talet till förmån för navigationsinstrument som är lättare, såsom Davis kvadrant, Gunters sjömansbåge och jakobsstavar.

## Bilder

Astrolabium, förmodligen 1600-tal. Skoklosters slott.
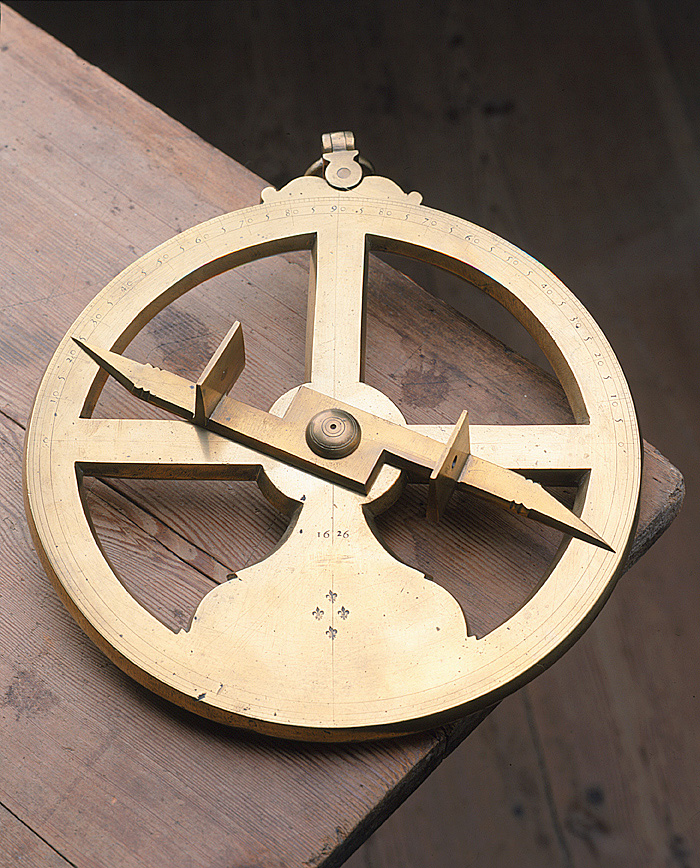
Sjöastrolabium, daterat 1626. Skoklosters slott.
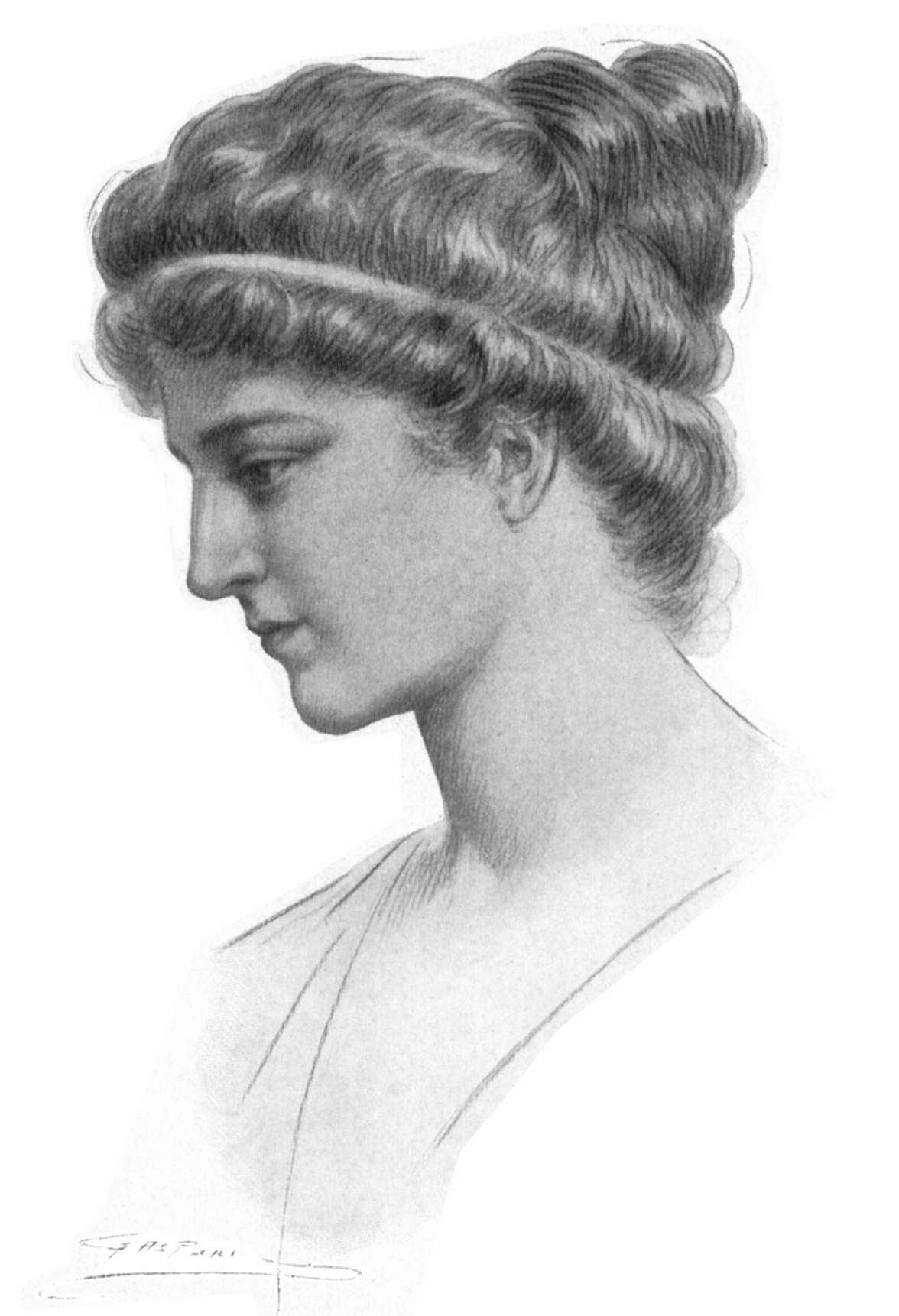
Hypatia, möjligen astrolabiets uppfinnare.